# 札幌市立芸術の森小学校
札幌市立芸術の森小学校（さっぽろしりつ げいじゅつのもりしょうがっこう）は、北海道札幌市南区常盤2条3丁目にある公立小学校。

## 概要
- 「札幌市立小中学校の学校規模の適正化に関する地域選定の第2次プラン」で、学校の小規模化が進んでいる石山・芸術の森地域の4小学校（石山小+石山南小/常磐小+石山東小）を学校規模適正化の対象校に選定(石山小+石山南小=石山緑小/常磐小+石山東小=芸術の森)され、その内の石山東・常盤の両小学校を統合して開校した。
- なお、校舎は、石山東小学校・常盤小学校のどちらの校舎も使用せず、旧ときわスポーツコミュニティ広場跡地に、新たに建設された[1]。

## 沿革
- 2020年（令和2年）10月上旬 - 校章決定[2]。
- 2021年（令和3年）
  - 3月 - 校舎完成[3]。
  - 4月1日 - 開校。
  - 4月2日 - 登校練習日。
  - 4月6日 - 着任式と最初の始業式挙行。この日は授業を午前で終了し、午後から第1回入学式挙行（入学式には在校生は参加しない）。
  - 5月29日 - 第1回運動会開催。
- 2022年（令和4年）
  - 3月23日 - 第1回卒業式挙行（卒業式には在校生は参加しない）。
  - 3月25日 - 最初の修了式と離任式挙行。

## 周辺
- 札幌市立常盤中学校 - 主な進学先。
- ときわみはらし公園
- ときわアートの丘公園
- 国道453号

## その他
- 石山東1丁目～4丁目（石山東小学校区）とサンブライト真駒内・真駒内二団・真駒内三団・滝野・常盤二区（常盤小学校区）から通う児童に対しては、通常バスを運行する[4]。